# Franco Servello
Francesco Servello, meglio noto come Franco (Cambridge, 3 ottobre 1921 – Milano, 14 agosto 2014), è stato un politico italiano.

## Biografia
Nato a Cambridge, nella contea di Middlesex, nel 1921, è stato insegnante, giornalista professionista, consigliere comunale di Milano dal 1951 al 1963 e consigliere comunale di Vigevano (PV) dal 1964. Dal 1958 al 1994 è deputato della Repubblica, mentre dal 1996 al 2006 senatore.
A partire dal 1947 dirige il periodico "Meridiano d'Italia", fondato dallo zio Franco De Agazio, ucciso in quello stesso anno a causa della sua attività giornalistica. Inoltre è stato editore de "La Fronda" e del "Meridiano illustrato". 
Nel 1952 Servello venne espulso dal MSI per aver collaborato a giornali "badogliani" nel 1945. Dopo il rientro nel partito, nelle elezioni politiche del 1958, fu eletto deputato nella circoscrizione Milano-Pavia nelle file del MSI e riconfermato fino al 1994.
Sul finire degli anni '60 ha patrocinato la nascita dei Boys S.A.N., il primo gruppo ultras del Football Club Internazionale Milano, di cui diventerà consigliere d'amministrazione.
Il 12 aprile 1973 partecipa ed è tra gli organizzatori di una manifestazione neofascista, sebbene fosse stata vietata dalla questura di Milano. Nel corso della manifestazione e degli incidenti provocati dai neofascisti viene ucciso Antonio Marino, una guardia di pubblica sicurezza. Si tratta del cosiddetto giovedì nero di Milano, da cui si dissocia il Movimento Sociale Italiano che offre una taglia di cinque milioni di lire a chi avesse trovato i colpevoli dell'uccisione di Marino. I dirigenti locali del partito verranno poi assolti, nel 1978, dall'accusa di aver deliberatamente organizzato gli scontri.
Ha fatto parte delle Commissioni: Industria, Commercio, Artigianato, Finanze e Tesoro, Cultura.
Nel 1996 è stato eletto senatore nel collegio Abbiategrasso-Magenta.
Durante la XIII Legislatura è stato capogruppo di AN alla Bicamerale. Dal 1996 al 2001 è membro della Commissione di Vigilanza Rai e vicepresidente della commissione Affari esteri, emigrazione del Senato della Repubblica.
Nel 2002, rieletto nel suo collegio (Abbiategrasso-Magenta), è stato nominato Senatore Questore "Anziano" al Senato della Repubblica.
Nel maggio del 2006 è nominato Grande ufficiale della Repubblica.
Il 19 maggio 2006 il sindaco di Milano Gabriele Albertini gli conferisce l'Ambrogino d'oro.
È stato presidente del terzo ed ultimo congresso di Alleanza Nazionale (21-22 marzo 2009).
Muore a Milano nel 2014, all'età di 93 anni. I funerali si svolgono presso la chiesa di Sant'Eufemia in Milano alla presenza del presidente onorario dell'Football Club Internazionale Milano Massimo Moratti, dell'ex ministro Ignazio La Russa e dell'ex assessore lombardo Romano Maria La Russa. Vittorio Emanuele di Savoia invia un messaggio in cui si mostra riconoscente per l'impegno dell'ex parlamentare missino per la fine dell'esilio ed il rientro dei sovrani sepolti all'estero.

## Incarichi parlamentari
- Componente della VI COMMISSIONE (FINANZE E TESORO) (III,IV legislatura)
- Componente della COMMISSIONE SPECIALE PER L'ESAME DEL DISEGNO E DELLE PROPOSTE DI LEGGE CONCERNENTI PROVVEDIMENTI PER LA CITTÀ DI NAPOLI (III legislatura)
- Componente della COMMISSIONE SPECIALE PER L'ESAME DEL DISEGNO N. 2076, DELLE PROPOSTE DI LEGGE NN. 247, 248, 933, 1172, 1714, 1903 E DELLA PROPOSTA DI INCHIESTA PARLAMENTARE N. 582, CONCERNENTI LA TUTELA DELLA LIBERTA' DI CONCORRENZA (III legislatura)
- Componente della COMMISSIONE PARLAMENTARE PER IL PARERE AL GOVERNO SUL TESTO UNICO SUI SERVIZI DELLA RISCOSSIONE DELLE IMPOSTE DIRETTE (III legislatura)
- Componente della COMMISSIONE SPECIALE PER L'ESAME DELLA PROPOSTA DI LEGGE DELFINO N.2 " PIANO STRAORDINARIO PER FAVORIRE LA RINASCITA ECONOMICA E SOCIALE DELL'ABRUZZO - MOLISE " (IV legislatura)
- Componente della COMMISSIONE SPECIALE PER L'ESAME DEL DISEGNO DI LEGGE N. 1686 " BILANCIO DI PREVISIONE DELLO STATO PER L'ANNO 1965 " (IV legislatura)
- Componente della XII COMMISSIONE (INDUSTRIA E COMMERCIO) (V,VI legislatura)
- Componente della COMMISSIONE PARLAMENTARE PERIL PARERE AL GOVERNO SULLE NORME DELEGATE IN MATERIA DI DAZI DOGANALI (V,VI legislatura)
- Componente della II COMMISSIONE (INTERNI) (VII, VIII, IX legislatura)
- Componente della V COMMISSIONE (BILANCIO E PARTECIPAZIONI STATALI) (VII, VIII legislatura)
- Componente della COMMISSIONE D'INDAGINE, RICHIESTA DALL'ON. MANCO A NORMA DELL'ART. 58 DEL REGOLAMENTO (VII legislatura)
- Componente della COMMISSIONE PARLAMENTARE PER IL PARERE AL GOVERNO SULLA CONVENZIONE CON L'AERITALIA PER L'ESECUZIONE DI STUDI, RICERCHE, PROGETTAZIONE ED AVVIAMENTO ALLA PRODUZIONE DI AEROMOBILI PER PERCORSI INTERNAZIONALI (VII legislatura)
- Componente della COMMISSIONE PARLAMENTARE PER L'INDIRIZZO GENERALE E LA VIGILANZA DEI SERVIZI RADIOTELEVISIVI (VIII,IX,X legislatura)
- Componente della COMMISSIONE PARLAMENTARE SUL FENOMENO DELLA MAFIA (VIII legislatura)
- Componente della I COMMISSIONE (AFFARI COSTITUZIONALI) (X legislatura)
- Componente della III COMMISSIONE (ESTERI) (X legislatura)
- Componente della V COMMISSIONE (BILANCIO E TESORO) (X legislatura)
- Componente della VIII COMMISSIONE (LAVORI PUBBLICI) (X legislatura)
- Componente della X COMMISSIONE (ATTIVITA' PRODUTTIVE) (X legislatura)
- Componente della XII COMMISSIONE (AFFARI SOCIALI) (X legislatura)
- Componente della COMMISSIONE SPECIALE PER LE POLITICHE COMUNITARIE (X legislatura)
- Componente della SOTTOCOMMISSIONE RAI PER LA PUBBLICITA' E PER I CRITERI DI SPESA (X legislatura)
- Componente della SOTTOCOMMISSIONE RAI PER LE TRIBUNE (X legislatura)
- Componente della COMMISSIONE PARLAMENTARE D'INCHIESTA SUL TERRORISMO IN ITALIA E SULLE CAUSE DELLA MANCATA INDIVIDUAZIONE DEI RESPONSABILI DELLE STRAGI (X legislatura)
- Vicepresidente della COMMISSIONE SPECIALE PER LE POLITICHE COMUNITARIE (XI legislatura)
- Componente della XI COMMISSIONE (LAVORO) (XI legislatura)

Servello con un giovanissimo Maurizio Gasparri (in piedi), e Mauro Mazza

## Pubblicazioni
- Grossi e Pacciardi: un eroe e un traditore, [Roma, Vecchioni & Guadagno],1953
- Atomo e petrolio per una politica nazionale dell'energia, Milano, Il meridiano d'Italia, 1959
- Capitale del MEC e distretto europeo Milano, Ediz. del Meridiano d'Italia, 1959
- Perché siamo a destra, Milano, Ediz. del Meridiano d'Italia, 1960
- Benessere senza avventure; Turismo e dolce vita; Fiscalismo di Stato su benzina e gasolio; L'aviazione civile; Milano, il gas e l'Edison: discorsi pronunciati dall'on.le Franco Servello alla Camera dei Deputati, nel corso delle discussioni sui bilanci dei dicasteri: Bilancio finanze e tesoro, Turismo e spettacolo, Difesa; e a Milano come consigliere comunale sulla municipalizzazione del gas, Milano, Ediz. del meridiano d'Italia, 1960
- In difesa dell'agricoltura: testo del discorso pronunciato alla Camera dei deputati il 17 febbraio 1961, Milano, Ediz. del Meridiano d'Italia, 1961
- Lettera aperta a proposito di alcuni ricattatori e diffamatori. Franco Servello ai suoi amici, [Roma, Apollon], 1961
- Energia elettrica; Operazione-rapina: discorsi pronunciati alla Camera dei deputati nelle sedute del 3 agosto e del 22 novembre 1962, S.l., C. Colombo, 1963
- Discorsi parlamentari, Milano, Edizioni del Meridiano d'Italia, 1963
- Lo scandalo nucleare: discorso pronunciato dall'on. Franco Servello il 18 ott. 1963 alla Camera, in occasione della discussione del Bilancio dell'Industria, Roma, Edizioni del Meridiano d'Italia, [1963]
- Dilapidazione del patrimonio artistico, [Roma]: s.n., [1966]
- Sanguisughe di stato. Discorso pronunciato alla Camera dei deputati nella seduta del 30 marzo 1966, [Roma], Tip. C. Colombo, [1966]
- 23ª ora..., Roma, Trevi editore, 1972
- Il complotto, Roma, Il Borghese e Ciarrapico, [1976]
- Quaranta e li dimostra, 1986
- Caro Fini, (1995)
- Italia addio? La riforma tra presidenzialismo e secessione, con prefazione di Gianfranco Fini e vignette fuori testo di Alfio Krancic, Milano, Società aperta, 1998
- Abbiamo un grande futuro
- Almirante, con un saggio di Gennaro Malgieri su Pino Romualdi e prefazione di Aldo Di Lello, Soveria Mannelli, Rubbettino, 2008
- (con Luciano Garibaldi), Perché uccisero Mussolini e Claretta. La verità negli archivi del PCI, prefazione di Aldo Di Lello, Soveria Mannelli, Rubbettino, 2010
- Revisionismo - la caduta dei tabù. Da destra una risposta a Ciampi, Roma, Koinè, 2002
- Revisionismo : memoria ritrovata, patria riscoperta, con prefazione di Gennaro Malgieri, Roma, Koine Nuove edizioni, [2005]
- (con Aldo Di Lello), Sessant'anni in fiamma. Dal Movimento Sociale ad Alleanza Nazionale, Soveria Mannelli, Rubbettino, 2007